# (2589) Daniel
(2589) Daniel (1979 QU2; 1955 VA1; 1975 VJ1; 1975 XZ6; 1978 JZ1) ist ein ungefähr neun Kilometer großer Asteroid des äußeren Hauptgürtels, der am 22. August 1979 vom schwedischen Astronomen Claes-Ingvar Lagerkvist am La-Silla-Observatorium auf dem La Silla in La Higuera in Chile (IAU-Code 809) entdeckt wurde. Er gehört zur Koronis-Familie, einer Gruppe von Asteroiden, die nach (158) Koronis benannt ist.

## Benennung
(2589) Daniel wurde vom Entdecker Claes-Ingvar Lagerkvist nach seinem Sohn Daniel Lagerkvist benannt.